# 뉴턴역

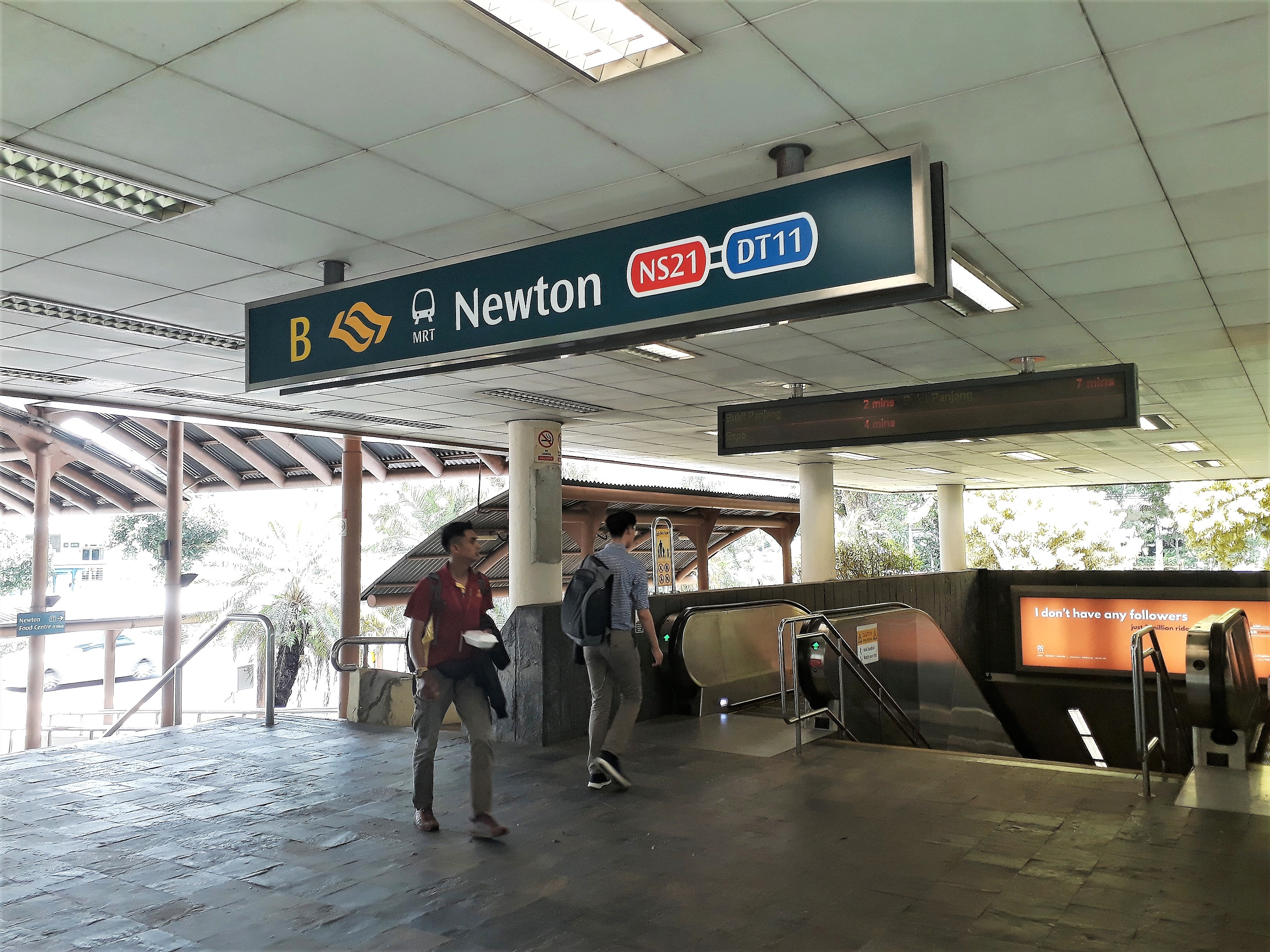

뉴턴역(Newton MRT station)은 노스사우스(NSL) 및 다운타운(DTL) 노선의 지하 MRT(Mass Rapid Transit) 환승역이다. 싱가포르 뉴턴의 스코츠 로드와 뉴턴 서커스 근처 부킷 티마 로드의 교차점에 위치해 있다. 역에는 골드벨 타워스와 스코츠 하이파크를 포함한 뉴턴 서커스 주변의 사무실과 콘도미니엄이 있으며, 뉴턴 푸드 센터까지 도보로 이동할 수 있는 거리에 있다.
NSL 역은 1987년 12월 12일 래플스 플레이스(Raffles Place) 역을 경유하여 아우트램 파크(Outram Park)까지 연장되는 노선의 일부로 개통되었다. NSL 기지는 강화된 구조를 갖춘 민방위 대피소로 지정됐다. 2015년 12월 27일 DTL 2단계가 개통되면서 뉴턴은 환승역이 되었다. SAA 아키텍츠가 디자인한 추가 입구는 네트워크의 아트 인 트랜싯 프로그램의 일환으로 Messymsxi의 뉴턴 작품을 특징으로 하는 새로운 DTL 역을 제공한다.